# جاسمين جينيس
جاسمين ليونورا غينيس (بالإنجليزية: Jasmine Guinness)‏ (ولدت في 28 أيلول / سبتمبر 1976) مصممة وعارضة أزياء أيرلندية، بدأت نشاطها في عام 1994. كما أنها وريثة ثروة غينيس.

## الحياة الشخصية
هي ابنة باتريك غينيس وليز كيسي. تلقت تعليمها في كلية سانت كولومبا في راثفرنهام في دبلن. كما أنها قضت سنة في مدرسة وينشستر للفنون. 
كانت تعمل مع غاوين أودري ريني في 31 يناير 2005 وتزوجا في 1 يوليو 2006 في ليكسيلب، أيرلندا. تمت تغطية حفل الزفاف على نطاق واسع في مجلة "هالو" في 18 يوليو 2006 وحضره 500 ضيف، بما في ذلك مصمم فستانها الحريري المغطى جاسبر كونران،  ماريو تيستينو، وبادي مولوني، وأنجيليكا هوستون، وجاكيتا ويلر، جيد بارفيت، إيرين أوكونور، غاريش براون وفيليب تريسي 
زوجها هو ابن مايكل ريني وهون. جين أورمسبي غور، ابنة ديفيد، اللورد هارليخ الخامس. لديهم ابنان وابنة معا. ولد ابنهم الأول آرثر إلوود في عام 2001، وولد ابنه أوتيس في عام 2006، بينما ولدت ابنته روبي في عام 2010. ولديها أيضًا أخت غير شقيقة تعيش في جنوب إسبانيا من جانب والدتها، بيلا بريدي أوتول، ولدت في 3 فبراير 1998. 

## العمل كعارضة أزياء
عُلقت صورة لها في المتحف الوطني للصور في لندن. وقد صممت العديد من حملات العطور والماكياج، بما في ذلك أرماني وشو أومورا. كانت وجهًا لسباقات الخيول «غوفز مليون» في كراج في سبتمبر 2007، وهو الحدث الذي حقق أعلى المكاسب في أي اجتماع سباق في أوروبا.
في عام 2009، كانت وجهًا لحدث «يوم آرثر» الذي احتفل بسلفها آرثر غينيس. في مارس وديسمبر 2011 كانت مرة أخرى موضوعاً لمقالات في مجلة هالو.
شهد عام 2014 إحياء لمهنة غينيس كعارضة أزياء حيث قادت حملة جايجر  إلى جانب والدتها ليز وزميلتيها كيرستي هيوم وجودي كيد. وشملت مجموعتها على التريكو السترات المحبوكة بالصنارة وأيضاً الملابس المحبوكة والتي لها أزرار، واشتملت على التنانير والسترات وكذلك الفساتين. 

## الأسرة
غينيس هي حفيدة ديانا ميتفورد (السيدة المحترمة موسلي)، التي كانت واحدة من أخوات ميتفورد، وزوجها الأول براين غينيس، اللورد موين الثاني، جدها من جهة الأب، ديزموند جينيس، متخصص في صيانة العمارة الجورجية والكلاسيكية، بينما ولدت جدتها من جهة الأب، ماريغا غينيس، ماري غابرييل، أميرة أوراش. هي رقم 2260 في خط الخلافة على العرش البريطاني. فيما كان ديزموند غينيس أحد مؤسسي الجمعية الجورجية الأيرلندية. 

## روابط خارجية
- جاسمين جينيس على موقع IMDb (الإنجليزية)
- جاسمين جينيس على موقع دليل عارضات الأزياء (الإنجليزية)